# Ogliastra
Ogliastra was een van de vier "nieuwe" Sardijnse provincies opgericht in het begin van de 21ste eeuw. Omdat Sardinië een autonomie regio is kan dit binnen de regionale raad geregeld worden. De totstandkoming van de vier nieuwelingen verliep daardoor een stuk vlotter dan de drie nieuwe provincies op het vasteland (Fermo, Monza en Barletta). De hele regio is in dit proces wat opgeschud. Ogliastra is ontstaan uit de provincie Nuoro en heeft 23 gemeenten.
De provincie Ogliastra was de dunstbevolkte provincie van Italië. Ogliastra is de streeknaam, de provincie had dus niet zoals normaal de naam van de hoofdstad. Daar had Ogliastra er twee van: Tortolì en Lanusei. Het waren de twee kleinste provinciehoofdsteden van het land.
De kustlijn wordt gekenmerkt door witte zandstranden en helder blauw water afgewisseld met ruige rotspartijen. Het gebied van de Gennargentu heeft de status van nationaal park. In het zuiden, rondom Bari Sardo zijn veel nuraghe te vinden. De Ogliastra is een van de meest door toeristen bezochte streek van Sardinië.
De provincie is op 4 februari 2016 opgeheven. De gemeente Seui werd opgenomen in de nieuwgevormde provincie Zuid-Sardinië, de overige gemeenten werden opgenomen in de provincie Nuoro.